# ایستگاه قطار شهری میدان توحید
ایستگاه میدان توحید خط 3 قطار شهری مشهد که قرار است در بهار 1404 به بهره برداری برسد در حال حاضر در حال درست کردن ایستگاه آن هستند